# دانکو لازوویچ
دانکو لازوویچ (صربی: Danko Lazović؛ زادهٔ ۱۷ مهٔ ۱۹۸۳) یک بازیکن فوتبال اهل صربستان است.

## تیم ملی
وی همچنین در تیم ملی فوتبال صربستان بازی کرده است.